# 享界S9
享界S9是北汽集团旗下北汽蓝谷（北汽新能源）与华为旗下智能汽车技术生态联盟鸿蒙智行合作推出的一款纯电动全尺寸豪华轿车。该车型采用华为智选车模式，亦是享界品牌推出的首款车型。该车于2024年8月6日上市，主要竞争对手为梅赛德斯-奔驰E级、宝马5系和奥迪A6。

## 历史
2024年3月13日，工业和信息化部公布享界S9的申报信息与车身照片，厂牌为“华彰牌”。4月25日，享界S9在北京车展首次发布，之后于5月31日举行新品发布会，并开放预售。享界S9的预售价为45万-55万元人民币。
2024年7月，享界S9首批样车入驻北京、上海、广州、深圳等8座城市的12家华为门店。8月6日，在华为全场景新品发布会上，余承东公布享界S9分为Max版和Ultra版，售价分别为39.98万元和44.98万元。享界S9实现“新车发布即上市”，用户可通过各渠道预订和试驾。

## 特征
| 类别       | 类别       | %      |
| ---------- | ---------- | ------ |
| 总分：     | 5 /5颗星   | 89.4%  |
| 乘员保护： | 乘员保护： | 93.34% |
| VRU保护：  | VRU保护：  | 79.34% |
| 主动安全： | 主动安全： | 91.46% |

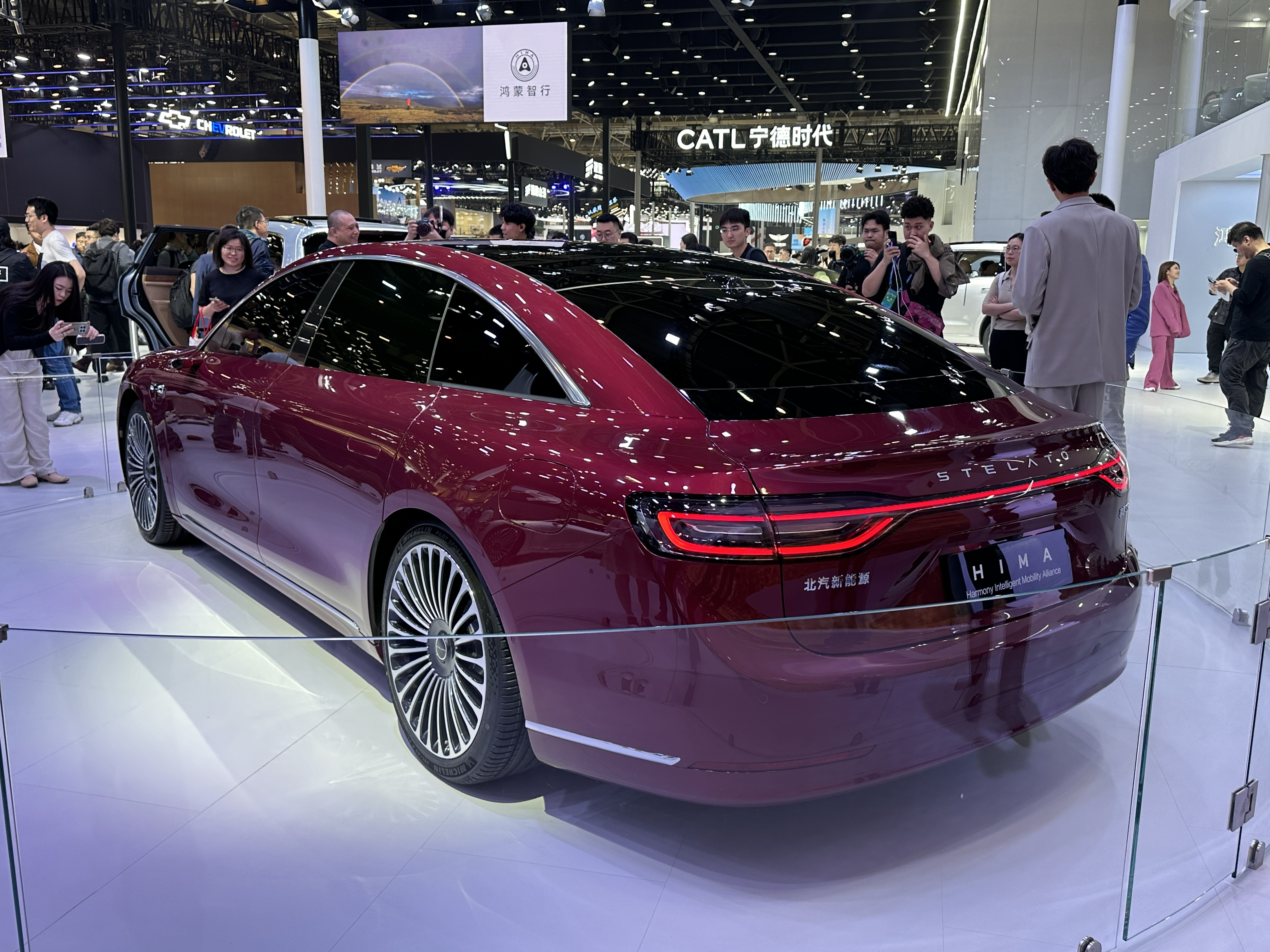
享界S9后侧

享界S9首次采用隐藏水切设计，正面配备“星河大灯”；外观配备智能电子外后视镜、纯平侧窗、无边框车门等，全车配有192线激光雷达。享界S9的风阻系数为0.193，打破豪华轿车风阻最低纪录。
动力方面，享界S9共有单电机和双电机两个版本，电机由华为数字能源提供。单电机版最大功率为227千瓦，双电机版最大功率分别为158千瓦/227千瓦。享界S9配备宁德时代100kWh 800V巨鲸电池（三元锂离子或三元锂离子+磷酸铁锰锂），充电5分钟可续航200公里。两个版本的满电续航里程分别为721公里和816公里。享界S9的百公里制动距离为32.77米，麋鹿测试成绩为81.4kph。其四驱版的百公里加速为3.9秒。
在内饰方面，享界S9采用中正对称设计结构的驾驶舱，配备Nappa真皮座椅；后排座椅为零重力座椅，设有12向电动调节。该车后排首次配备车载投影仪及32英寸升降式投影幕布，车载音响为25单元，总功率为2080瓦。
智能驾驶方面，享界S9搭载鸿蒙四代操作系统，同时首次配备HUAWEI ADS 3.0高阶智能驾驶系统，支持泊车代驾功能。

## 争议事件
2024年8月20日，微博博主“袁启聪”发布享界S9评测视频，视频中享界S9在高速经过广州番禺一段年久失修的坡道后出现颠簸转向，引发网络讨论。8月25日，享界官方微博中声明“该结论不客观、不严谨，对消费者形成误导”，声称“根据国家监控平台数据，并结合视频画面分析”，有“驾驶员主动干预”。而后袁启聪在直播间表示“如有问题可以起诉”，惟直播结束后其微博账号被禁言。之后涉事坡道爆红，吸引众多网民前去打卡，当地政府亦启动对相关路段的整修工作。11月22日，北汽享界以袁启聪发布的测评视频误导消费者、损害品牌声誉为由，宣布向其提起民事诉讼。2025年3月7日，袁启聪发布致歉声明，承认其团队因极端工况下的人为操作导致得出无法保持直线行驶的失实结论，对公众造成误导，并表示经协商双方已达成和解。